# Азалаковское сельское поселение
Азалаковское се́льское поселе́ние — муниципальное образование в Сармановском районе Татарстана Российской Федерации.
Административный центр — село Азалаково.

## История
Статус и границы сельского поселения установлены Законом Республики Татарстан от 31 января 2005 года № 39-ЗРТ Законом Республики Татарстан от 31 января 2005 года № 39-ЗРТ «Об установлении границ территорий и статусе муниципального образования "Сармановский муниципальный район" и муниципальных образований в его составе».

## Население
| 2010 | 2011  | 2012  | 2013 | 2014 | 2015 | 2016 |
| ---- | ----- | ----- | ---- | ---- | ---- | ---- |
| 1011 | ↘1009 | ↘1001 | ↘992 | ↘983 | ↘977 | ↘970 |
| 2017 | 2018  |       |      |      |      |      |
| ↘963 | ↘955  |       |      |      |      |      |

## Состав сельского поселения
| № | Населённый пункт | Тип населённого пункта       | Население |
| - | ---------------- | ---------------------------- | --------- |
| 1 | Азалаково        | село, административный центр |           |
| 2 | Шигаево          | село                         |           |
| 3 | Юлтимерово       | деревня                      |           |